# Service pénitentiaire irlandais
Irish Prison Service - Seírbhis Phríosuin na hÉireann
Le service pénitentiaire irlandais (en anglais : Irish Prison Service ou IPS et en irlandais : Seírbhis Phríosuin na hÉireann) est un service du département de la Justice irlandais chargé d'administrer les prisons en république d'Irlande (en).

## Histoire
En 1928, le ministre de la Justice de l'État libre d'Irlande, Kevin O'Higgins, dissout le Conseil général des prisons qui avait été créé avant l'indépendance afin de gérer le système pénitentiaire irlandais. La gestion du système pénitentiaire irlandais est ainsi transférée au département de la Justice.
Cette organisation reste effective jusqu'à ce qu'en 1999, le ministre de la Justice, de l'Égalité et de la Réforme législative, John O'Donoghue, crée le service pénitentiaire irlandais chargée d'administrer les prisons irlandaises. Toujours en 1999, le ministre crée également le Conseil intérimaire de l'Autorité pénitentiaire (en anglais : Prisons Authority Interim Board), dont les membres sont nommés par le ministre et qui sert de conseil consultatif auprès du service pénitentiaire irlandais. En 2002, le premier inspecteur des prisons de l'ère post-indépendance, le juge de la Haute Cour (en) à la retraite Dermot Kileen, est également nommé par le ministre.

## Mission et services aux détenus
Selon le site Internet du service pénitentiaire irlandais, leur mission officielle est « d'assurer une détention sûre et sécurisée, des soins dignes et une réadaptation aux prisonniers pour des communautés plus sûres ». Conformément à cet objectif, le service pénitentiaire propose un grand nombre de services aux détenus. Les services de traitement de la toxicomanie comprennent une désintoxication systématique et des services psychologiques généraux pour aider à la réadaptation. Les prisons administrée par le service pénitentiaire proposent également des cours d'éducation de base, ainsi que des cours spécialisés en alphabétisation, arts créatifs, technologie, compétences de vie et mode de vie sain. Des programmes de travail et de formation professionnelle sont également disponibles pour les détenus qui en font la demande ; il s'agit par exemple du braille, du travail du bois, du travail des métaux, de la construction et de l'informatique.
Le gouverneur Michael O Mahoney est nommé gouverneur chargé des besoins spéciaux le 1er mars 2024

## Budget, personnel et statistiques
En 2018, le service pénitentiaire irlandais supervise 12 établissements avec une capacité officielle de 4 269 places et une population totale de 3 992 détenus, incluant les détenus placés en détention provisoire . Parmi tous les prisonniers, 4,6 % sont des femmes, 16,7 % sont des détenus provisoires et 1,0 % ont moins de 18 ans.
En 2018, le service pénitentiaire irlandais disposait d'un budget annuel de 327,37 M€ et comptait un effectif de 3 186 personnes.